# La Rambla
Pour les articles homonymes, voir Rambla.
La Rambla, les Ramblas ou les Rambles (prononcé en catalan : [lə(s) ˈram.bɫə(s)]) est une avenue emblématique de Barcelone qui relie la place de Catalogne, centre névralgique de la ville, au Port Vell où se dresse la colonne Christophe Colomb.

## Histoire
La Rambla est située sur les remblais alluvionnaires formés par l'avancée de la côte sur les pentes du mont Taber romain. Son histoire commence avec la construction de la seconde muraille de la ville par Jaume I et son urbanisation lors de la création de la troisième muraille par Pierre le Cérémonieux.
À cette époque, la Rambla n'était que l'espace devant la muraille, où coulait le ruisseau, Riera d'en Malla qui coule depuis les hauteurs de la ville (Collserola) agrège divers ruisseaux et débouche sur la mer au niveau de l'actuelle place du Duc de Medinaceli et de l'église de la Mercè. Le lit de ce fleuve s'étalait au niveau de la tour des Canaletes, et, avec les aménagements successifs, il reçut non seulement une bonne part des eaux fluviales de la ville, mais aussi les eaux usées. Avec la construction de la troisième muraille de la ville, toute la zone sèche fut bâtie, laissant une zone humide et sale prise dans l'intervalle. Les autorités voulurent assainir la situation, et dévièrent le cours de la rivière pour qu'elle contourne la ville, passant devant le collège des Caspe, qui donne le nom à la rue homonyme.
Le terrain assaini mit au jour le lit sablonneux du fleuve. La zone fut alors nommée « rambla », terme qui prend son origine dans l'arabe « ramla » sable. La zone commença à être urbanisée.
Cependant, une partie des affluents de la Riera d'en Malla continuait à déboucher dans cette zone. L'ancien cours d'eau fut alors pourvu d'un égout de grande taille. L'urbanisation reprit, et au XVe siècle la muraille qui bordait la Rambla du côté de l'actuel quartier gothique fut détruite au profit d'une muraille enserrant l'ensemble de la ville.
|                                                                                       |

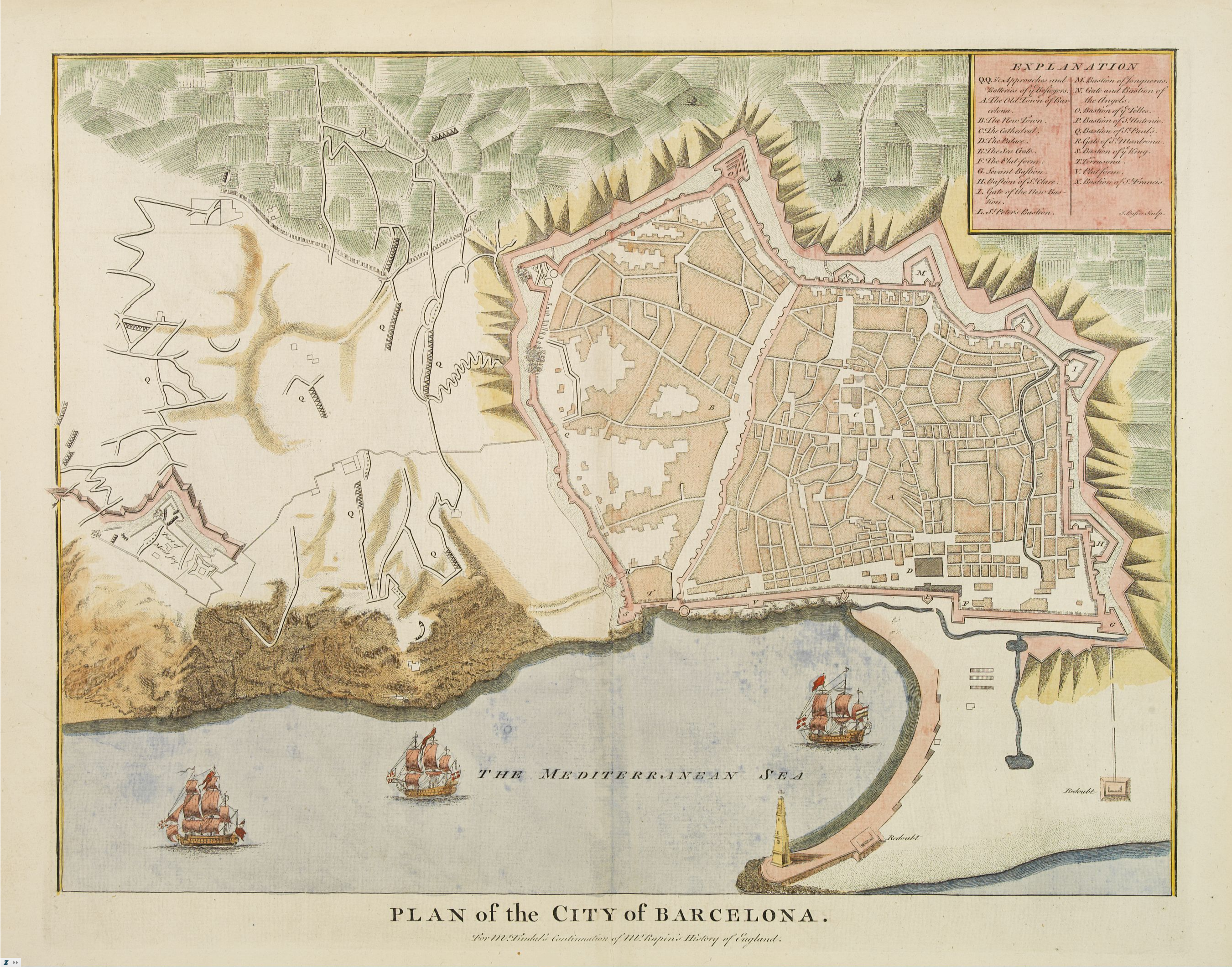
Barcelone vers 1700, montrant la Rambla descendant le centre et flanqué par le vieux mur de la vieille ville côté droite (en descendant).

| La Rambla est construite sur le remblai alluvionnaire qui marque l'avancée de la côte |

|                                                         |
| Au Moyen Âge, elle est un fossé précédant les murailles |

## Toponymie
Le mot catalan rambla est dérivé du mot arabe رمل, ramla, signifiant « sable ». C'est un terme générique et habituel dans les pays catalans, et particulièrement au Pays valencien pour désigner un petit cours d'eau habituellement sec, qui ne se remplit qu'à certains moments de l'année, typique des régimes de pluies irrégulières de la péninsule ibérique. Par extension, une « rambla », est le lit d'une rivière. La première trace écrite du terme en catalan date de 1249.
À Barcelone, la Rambla était occupée par le lit d'un ancien ruisseau, la Riera d'en Malla » qui fut totalement couvert en 1850. La Rambla de Barcelone reçoit plusieurs noms selon le tronçon considéré. Du nord au sud, les noms sont les suivants :
- la Rambla de Canaletes, avec la fontaine de Canaletes, est installée là depuis très longtemps. Selon la tradition, le visiteur qui boit son eau reviendra voir Barcelone.
- la Rambla des Études, nommée ainsi à cause de la présence de l'université (édifice XVe siècle). Les bâtiments sont convertis en caserne par Philippe V, avant d'être détruits en 1843 ;
- la Rambla de Saint-Joseph, à cause de l'ancien couvent de Saint-Joseph (ou Rambla des Fleurs), l'unique lieu de la ville de vente de fleurs au XIXe siècle. L'activité est maintenue avec la vente d'oiseaux ;
- la Rambla des Capucins (ou Rambla du Centre), nommée ainsi à cause de l'ancien couvent des Capucins ;
- la Rambla de Sainte-Monique, donnant sur le port et où se trouve la paroisse qui lui donne son nom.

Ce sont ces différents tronçons qui donnent le nom au pluriel : les Rambles.

## Localisation

Les Rambles.

La Rambla permet de traverser la vieille ville de Barcelone. Elle sépare El Raval (à l'ouest) du quartier gothique (à l'est). Les deux quartiers sont parmi les plus animés de la ville.
La Rambla se prolonge vers la mer dans le vieux port par la Ramble de Mer (Rambla de Mar), une promenade sur une passerelle de bois servant à relier le quai d'Espagne. La rambla se prolonge également vers la terre, au-delà de la place de Catalogne par la Rambla de Catalogne.
La Rambla s'ouvre sur la porte de la Paix, elle-même ouverte sur le Port Vell où est construit le monument à Christophe Colomb emblématique de la ville. Le musée maritime est construit dans les anciens chantiers navals royaux où étaient construits les navires permettant de relier Barcelone aux possessions de la couronne sur la mer Méditerranée. Le Port Vell est en lui-même un quartier qui offre nombre de boutiques, de restaurants, de cinémas et un important aquarium sous-marin.

## Description

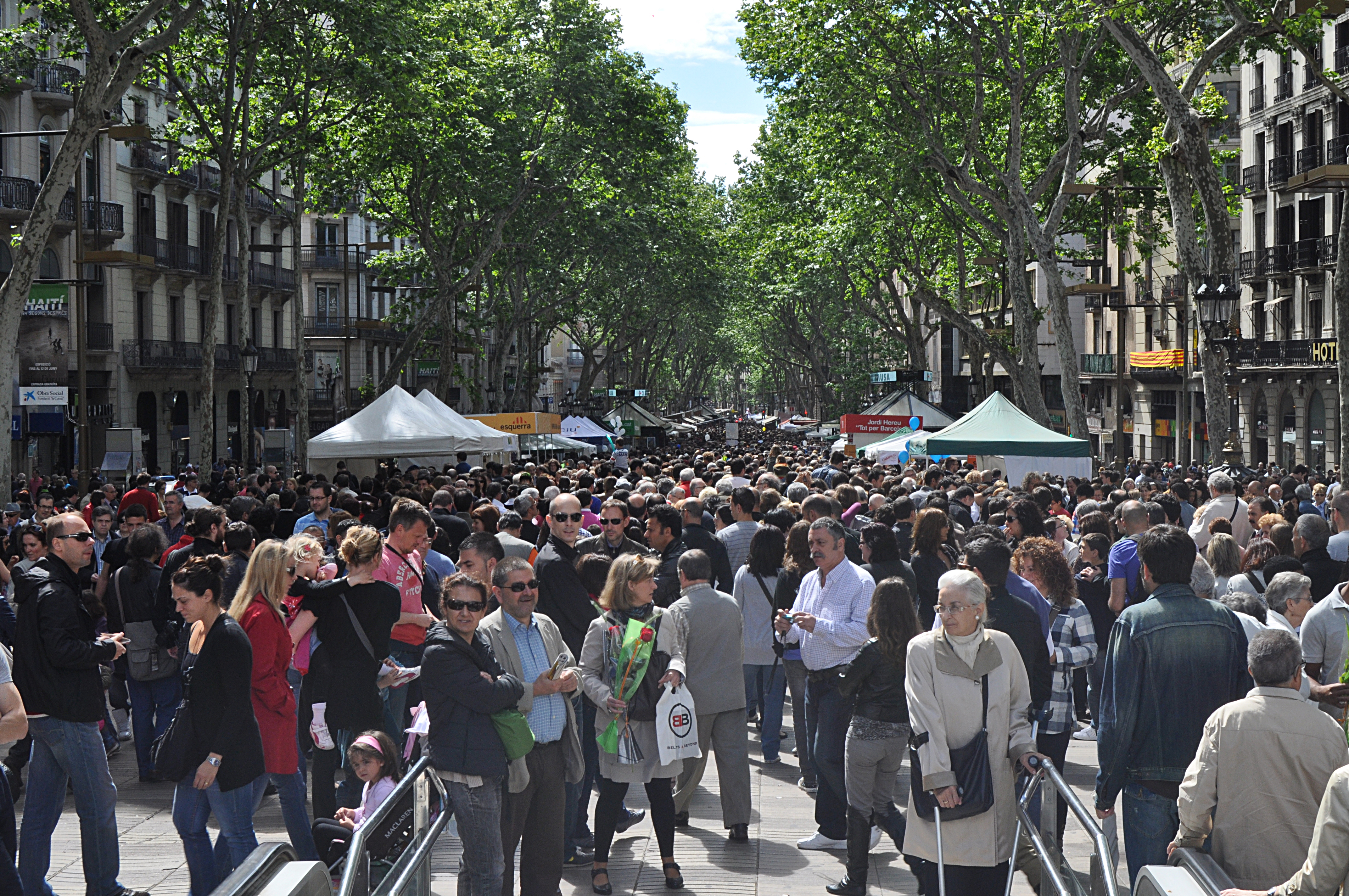
Voie piétonne centrale de la Rambla.

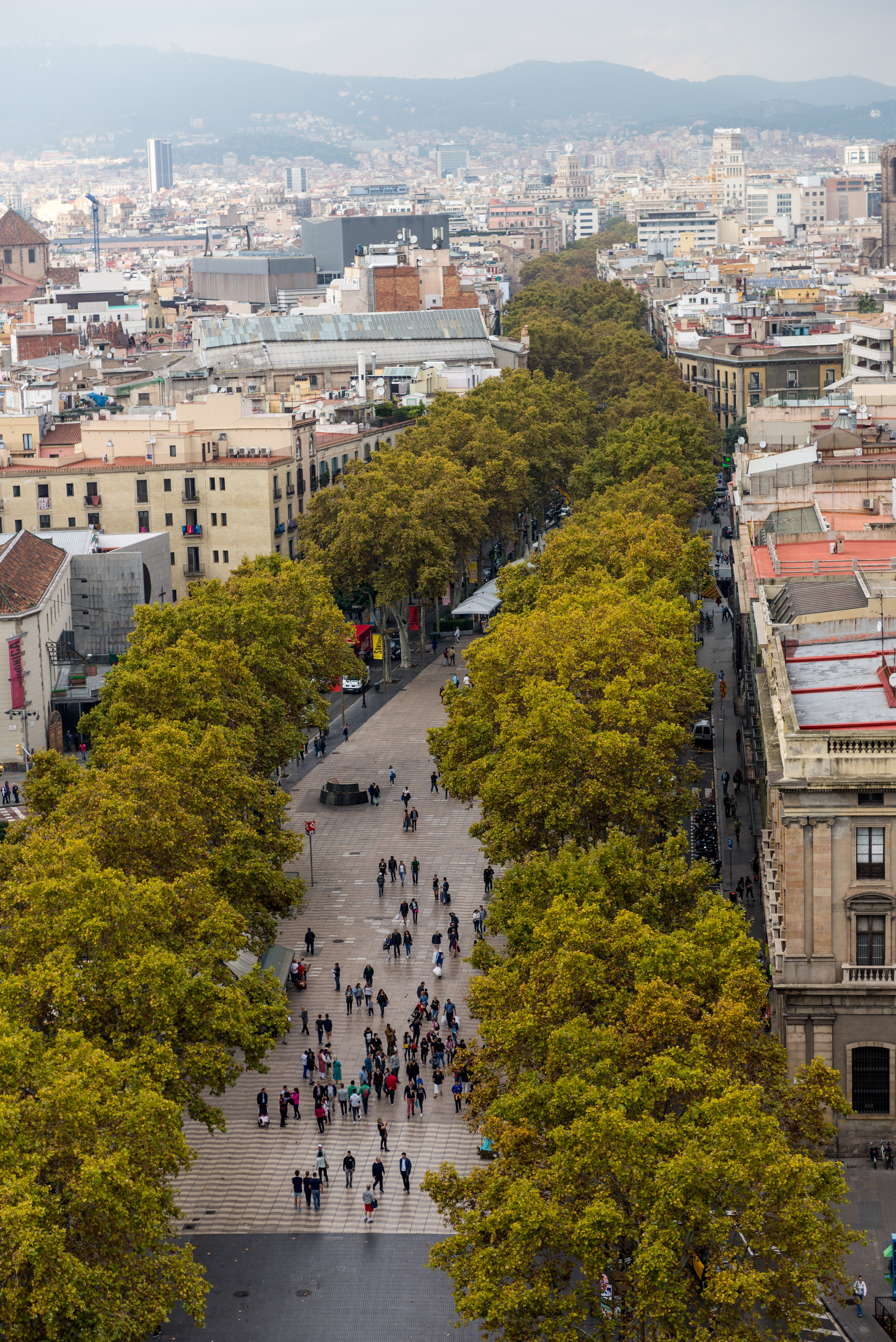
La Rambla.

L'avenue se compose d'une voie piétonne centrale bordée par deux voies carrossables de sens inverses. L'ensemble mesure en moyenne 35 m de large sur 1,2 km de long.
La promenade est particulièrement fréquentée, aussi bien le jour que la nuit. Elle est jalonnée de petits kiosques de presse, de marchands de fleurs, d'oiseaux et d'animaux, de bars et restaurants, de mimes, de commerces et de vendeurs ambulants, le plus souvent d'origine indo-pakistanaise. On y trouve plusieurs édifices d'intérêt comme le palais de la vice-reine, le marché couvert de la Boqueria, l'ancienne maison Figueres et le célèbre Grand théâtre du Liceu, œuvre de l'architecte Miquel Garriga (1808-1888), opéra de la ville. 
Au bout de La Rambla, sur la place de Catalogne, se trouve le grand magasin El Corte Inglés. Les rues avoisinantes sont représentatives du quartier telles que la rue Ferran et la place Royale. Un peu plus loin se trouve la place Sant Jaume, cœur politique de la ville. La Rambla compte un grand nombre de cafés et de restaurants. C'est le lieu de réunion le dimanche de collectionneurs de timbres et de monnaies et un des principaux lieux touristiques de la ville. Autrefois promenade populaire et bourgeoise, le tourisme de masse (notamment depuis les Jeux olympiques d'été de 1992) lui a fait perdre son caractère « authentique », et elle n'est presque plus fréquentée par les habitants.

## Histoire
La Rambla est construite sur le lit de l'ancien ruisseau, connu en 1850 sous le terme de riera d'en Malla,. Des murailles et plusieurs couvents furent construits le long de ce ruisseau, qui fut dévié en plusieurs étapes (d'où le nom « rambla », qui renvoie au « sable » de cette rivière).
Le ruisseau ne coule plus depuis la fermeture de la Rambla par les murailles.
Le terme de Rambla est présent par exemple sur un plan du Siège de Barcelone (1713-1714), entre l'ancienne ville et la ville nouvelle, à l'extérieur des murailles de la ville ancienne.
En 1704, les murailles furent remplacées par des maisons autour du marché de la Boqueria. Au XVIIIe siècle déjà la place de La Rambla est un lieu de rassemblement les soirées d'été.

En 1820, la Rambla fait l'objet d'une peinture de Joseph Flaugier au pla de la Boqueria.

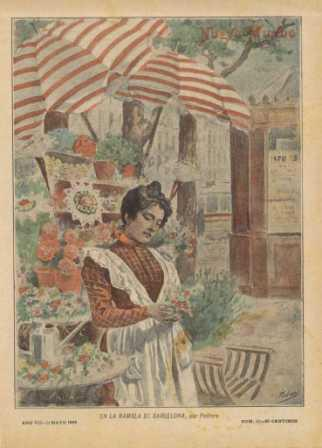
Sur la Rambla de Barcelone (1900), illustration de Mariano Pedrero pour la revue Nuevo Mundo.

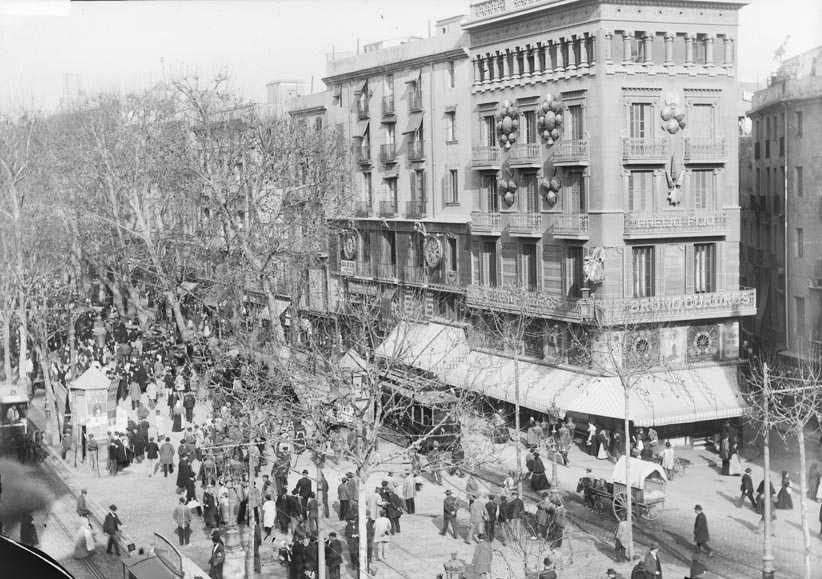
La Rambla en 1899, à hauteur de la place de la Boqueria, par le photographe Antoni Esplugas.

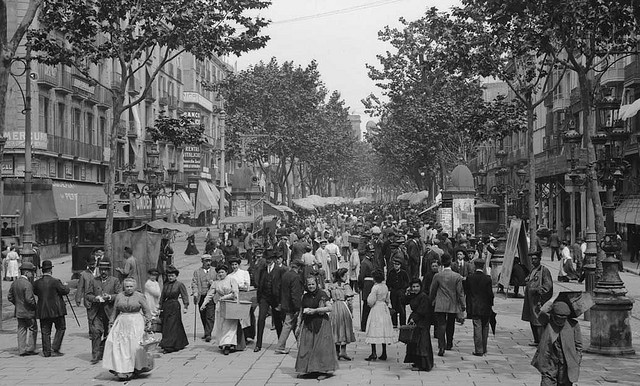
La Rambla en 1905.

En 1805, le passeo de la Rambla est mentionné dans un carnet de voyage d'Europe. En 1820, La Rambla fait l'objet d'une peinture au pla de la Boqueria par le peintre français Joseph Flaugier. En 1828, la Rambla reste dans la promenade autour de la ville conseillée par le guide du voyageur.
La majeure partie des couvents disparut lors des incendies volontaires de 1835. La ville fut aussi bombardée en 1840/1842. Sur l'espace libéré, des édifices actuels ont été construits, tels que le Liceu.
Dès 1702 des arbres sont mentionnés à la Rambla : tout d'abord 280 peupliers, remplacés plus tard par des ormes, puis à nouveau par des acacias en 1832 et enfin par les platanes actuels en 1859.
La fontaine de Canaletes fut inaugurée en 1860, mais en 1862, les deux rues perpendiculaires (rue de la Boqueria, et rue de l’Hôpital) furent inondées.
La vente de fleurs traditionnelle a commencé au milieu du XIXe siècle.
Au XIXe siècle, l'écrivain Edmondo De Amicis écrit « Une rue droite et très large, appelée la Rambla, ombragée par deux rangées d'arbres, coupe presque la ville en deux moitiés, du port à l'autre extrémité. ».
En 1837, l'écrivain Stendhal écrit dans ses Mémoires d'un touriste : « La Rambla m'a charmé ».

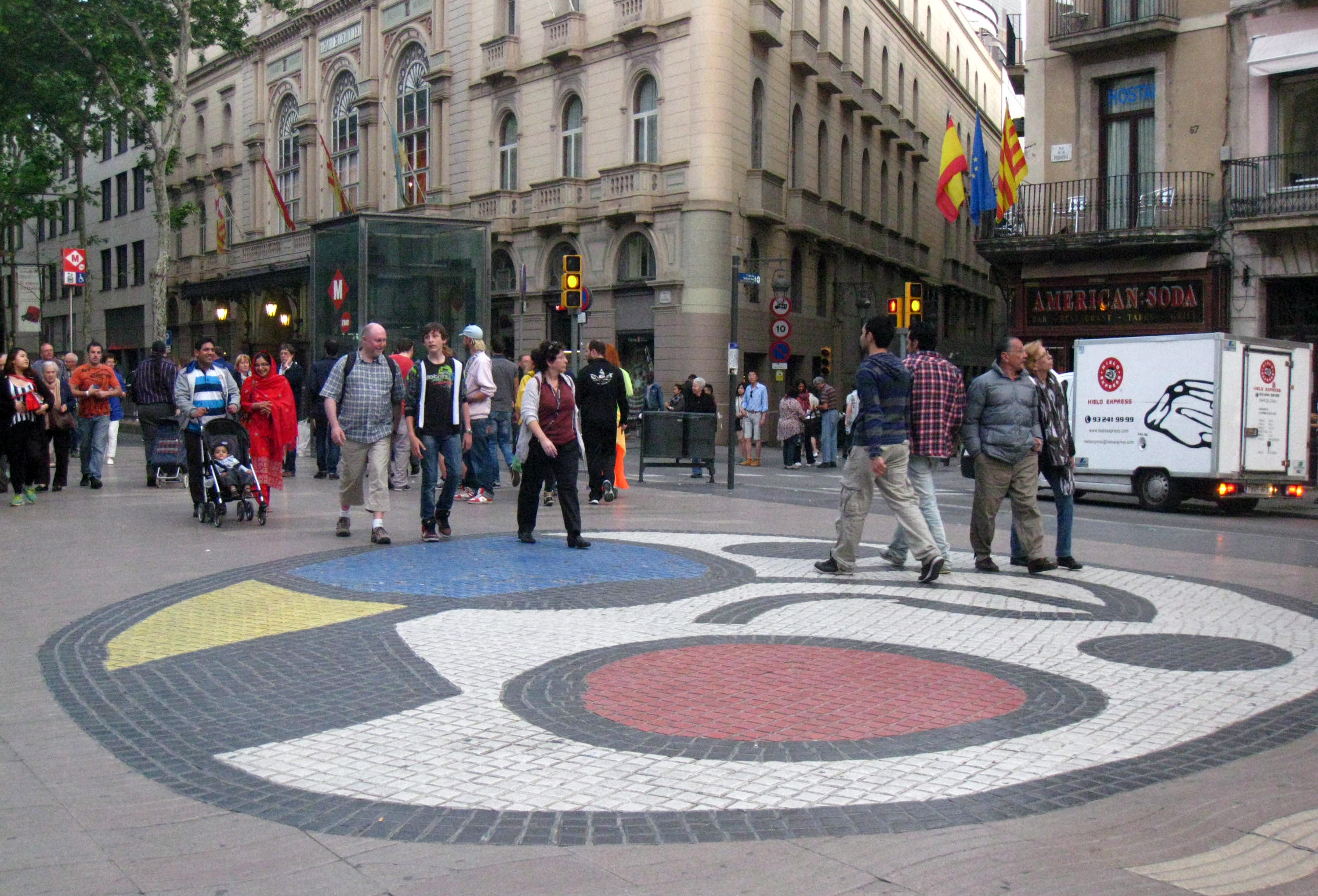
En 1976, le Pla de la Boqueria est décorée par Joan Miró d'une mosaïque en céramique réalisée en même temps que Dona i ocell, toutes deux sur commande de la ville.

En 1976, la Mosaic del Pla de l'Os, ou Paviment Miró, une œuvre réalisée par Joan Miró est située sur la Rambla de Barcelone.

## Histoire récente

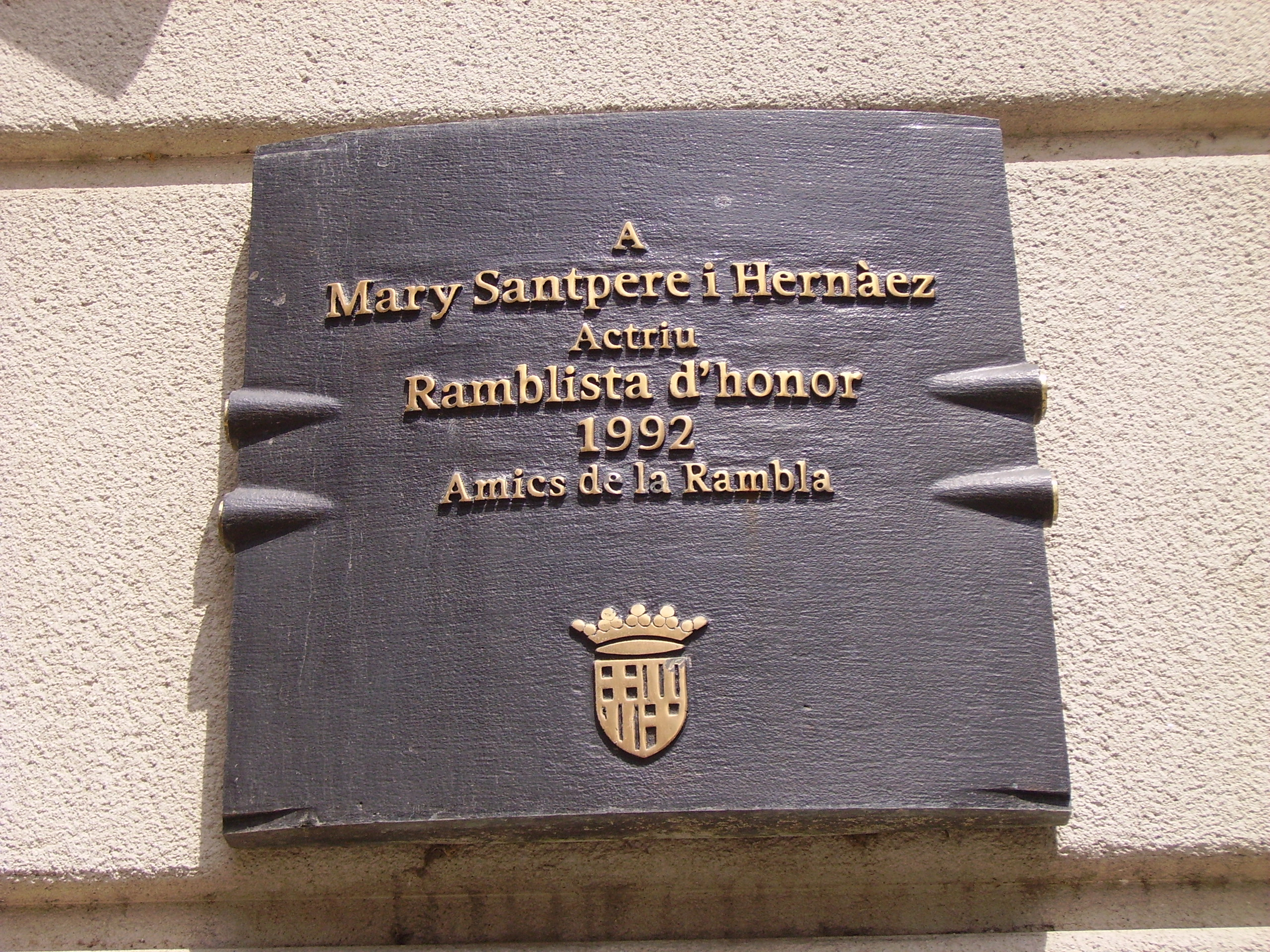
Plaque en mémoire de l'actrice Mary Santpere.

Le 17 août 2017, la Rambla est le théâtre d'un attentat à la voiture bélier lorsqu'un véhicule, de type fourgonnette, entre dans cette allée piétonne et fauche des passants, tuant 15 personnes et en blessant de nombreuses autres,.

## Musées
Le centre d'art et de l'image, le Palais de la Virreina, se situe sur l'avenue, tout comme le centre culturel Arts Santa Mónica.

## Galerie

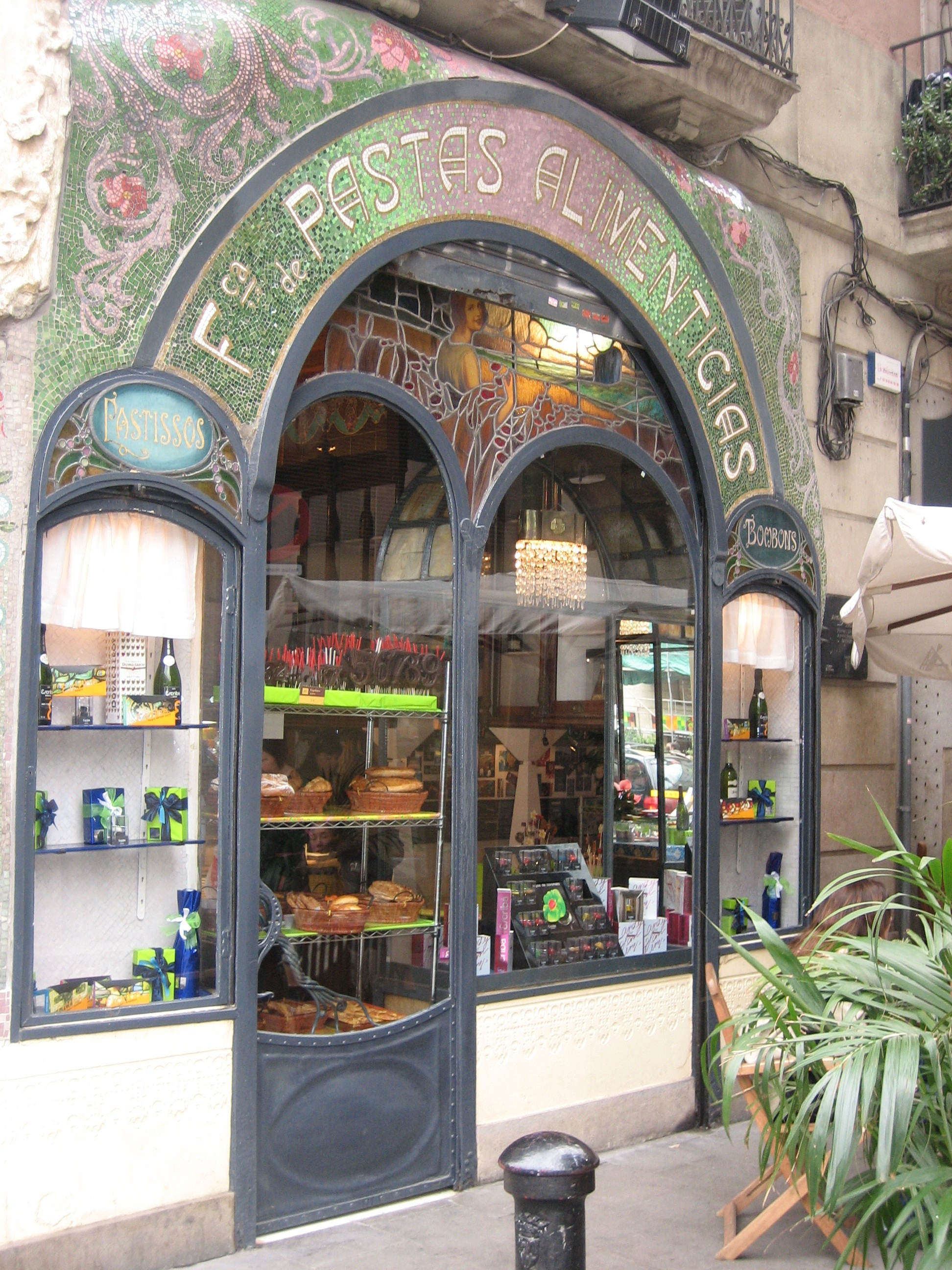
La Casa Figueras
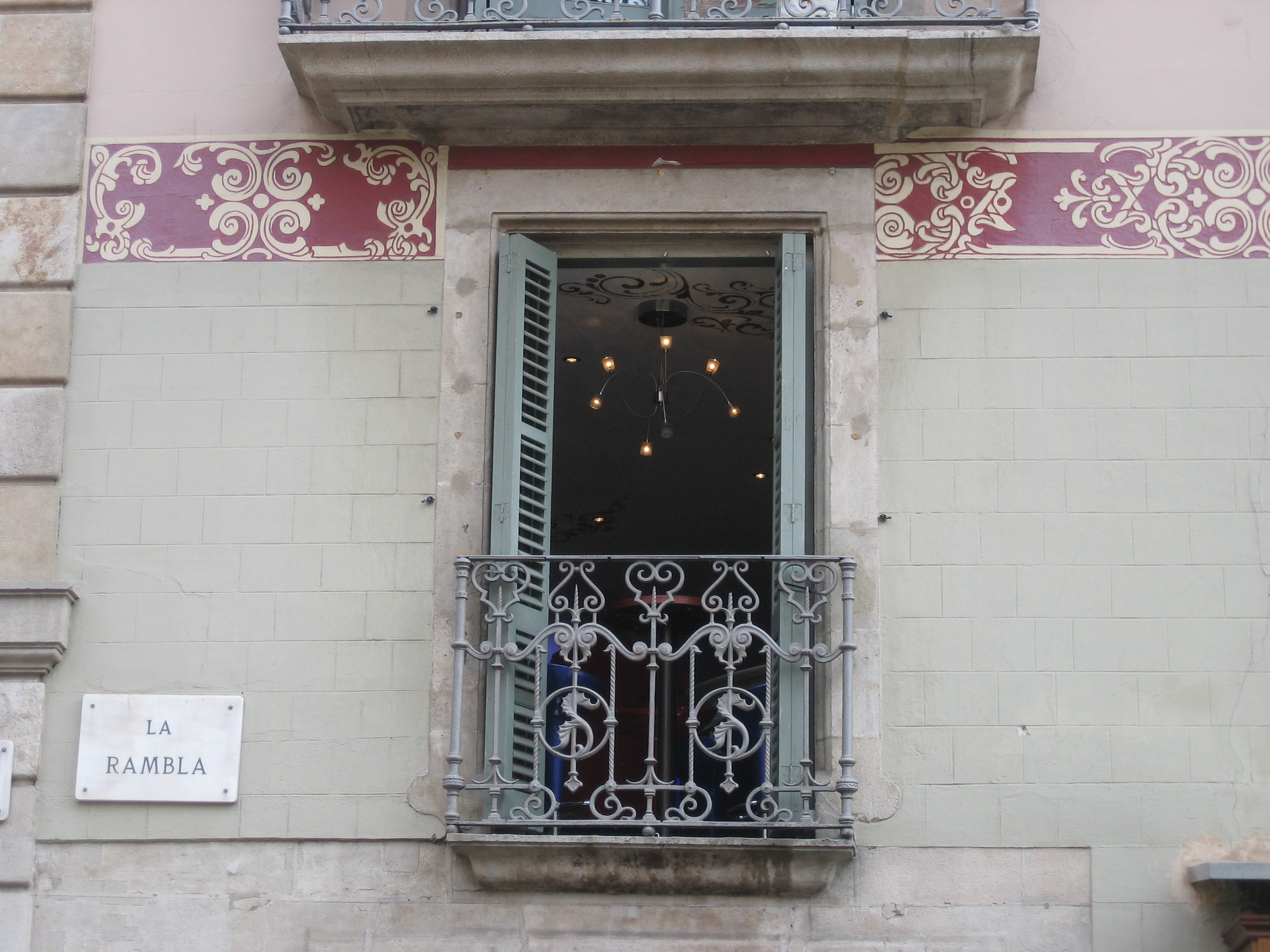
Maison sur la Rambla
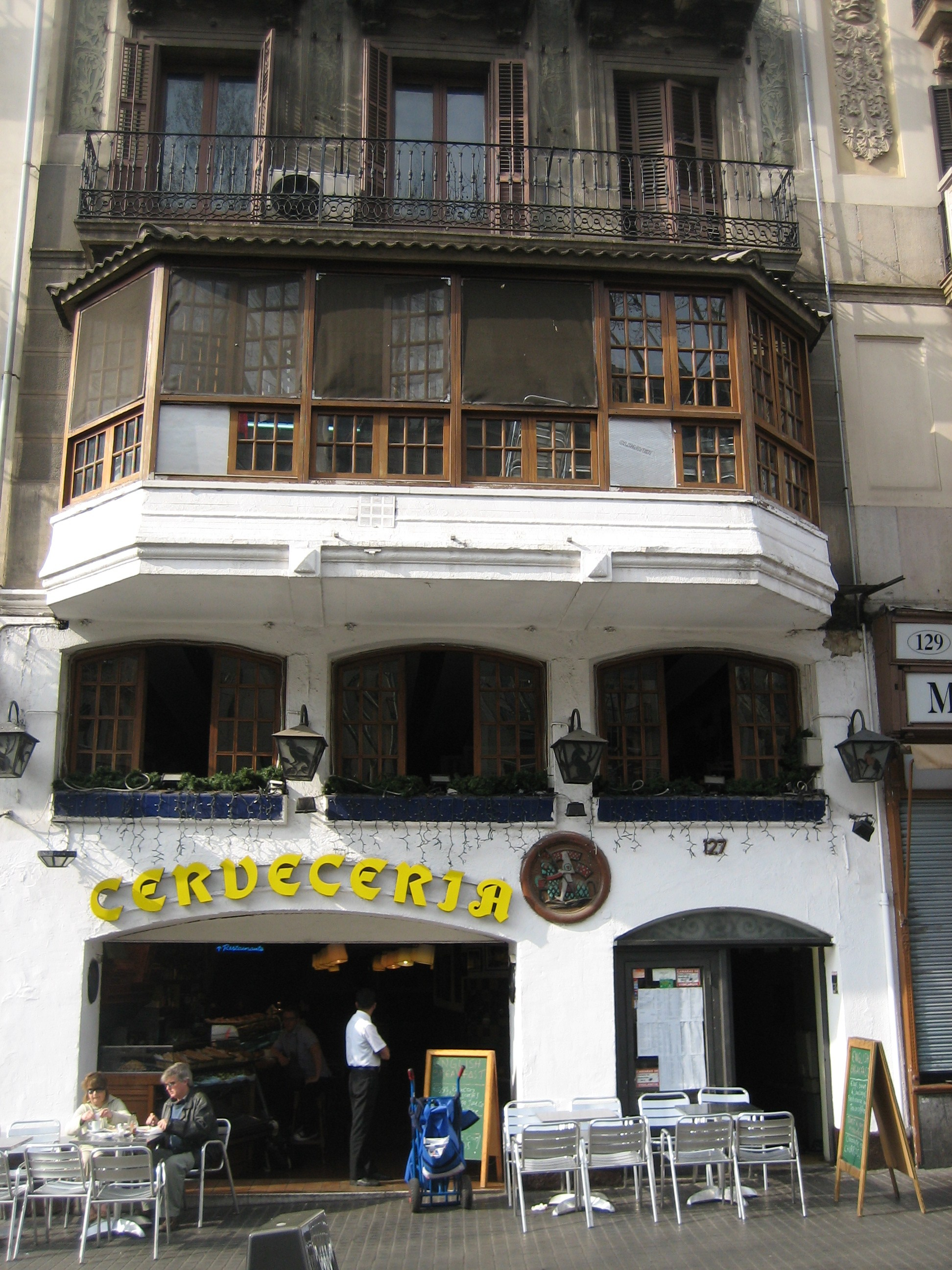
Une brasserie typique
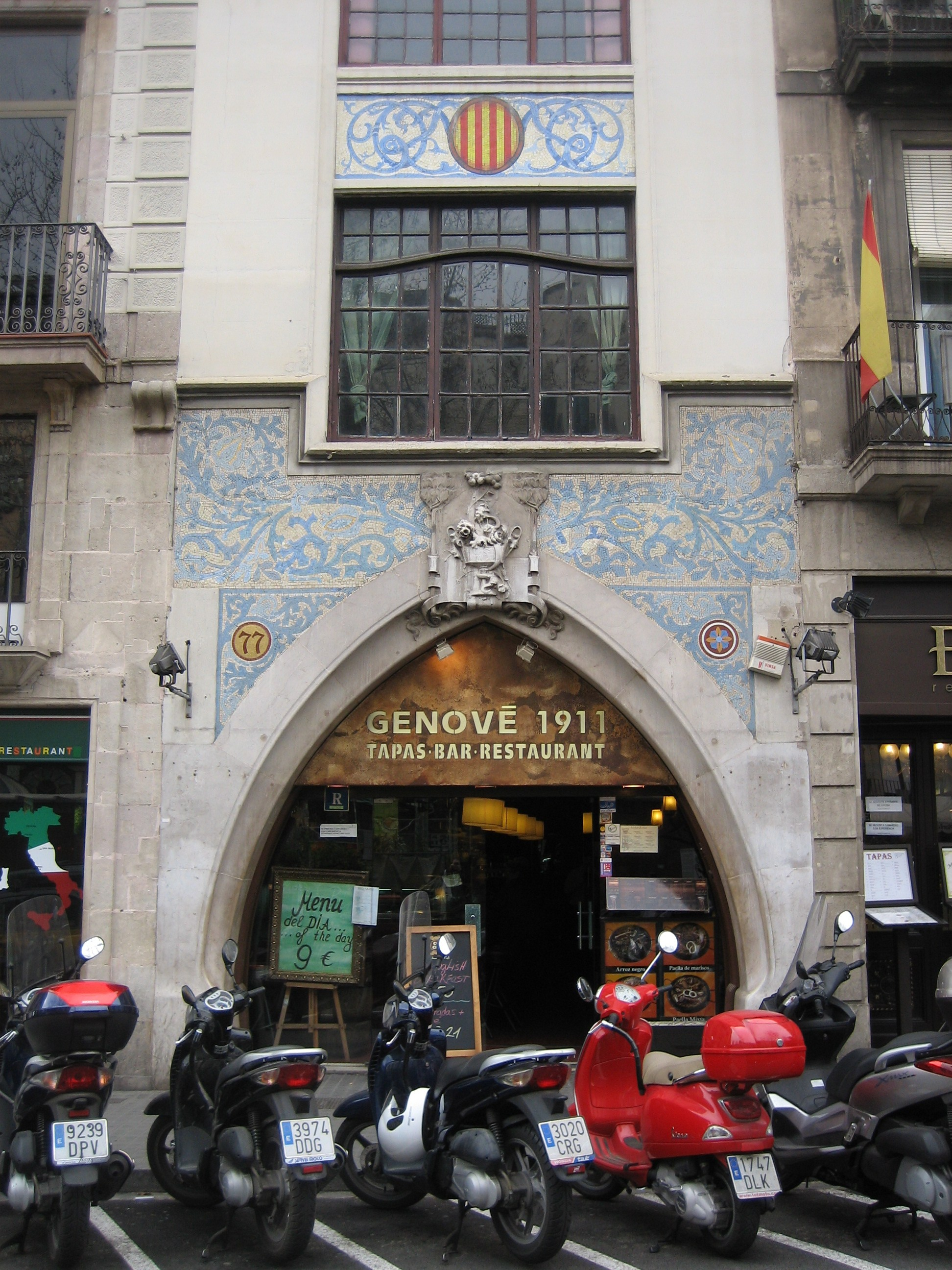
Genové 1911